# تیرماهی‌های غرب اقیانوس
تیرماهی‌های غرب اقیانوس (نام علمی: Aioliops) نام یک سرده از راسته سوف‌ماهی‌سانان است.